# Lorenzo Music
Gerald David "Lorenzo" Music (Brooklyn, 2 de mayo de 1937 – Los Ángeles, 4 de agosto de 2001) fue un actor, guionista, productor televisivo y músico de nacionalidad estadounidense. Music fue esencialmente conocido por dar voz al gato de dibujos animados Garfield entre 1982 y 1994, y a Carlton en la sitcom de la CBS Rhoda.
También fue conocido por su trabajo como Tummi Gummi en los Osos Gummi, por ser la voz original de Peter Venkman en la serie de DiC Entertainment Los auténticos cazafantasmas, y por encarnar a Larry, el crash test dummy de una serie de anuncios públicos del Departamento de Transporte de los Estados Unidos que promocionaban el uso del cinturón de seguridad entre 1985 y 1998.

## Primeros años
Su verdadero nombre era Gerald David Music, y nació en el barrio de Brooklyn, en la ciudad de Nueva York. Se crio en Duluth (Minnesota), estudiando en la Denfeld High School y en la Universidad de Minnesota Duluth, centro en el cual conoció a su esposa, Henrietta, con la que formó un dúo humorístico llamado "Gerald and His Hen," actuando juntos con éxito a lo largo de ocho años. Decidió cambiar su nombre por el de Lorenzo por razones de índole espiritual al hacerse miembro de la asociación internacional espiritual Subud.

## Carrera inicial (1962–1981)
Music fue guionista e intérprete regular de The Smothers Brothers Comedy Hour durante 1968 y 1969, y su gran oportunidad le llegó trabajando como guionista de The Mary Tyler Moore Show en 1970.
El programa The Bob Newhart Show fue creado por Music, emitiéndose seis años a partir de 1972. Además compuso el tema musical del show en colaboración con su esposa. Music también escribió para el spin-off de Mary Tyler Moore Show, Rhoda. Mientras se buscaba el reparto de Rhoda, los productores necesitaban un actor de voz para interpretar a Carlton, un personaje que se oía, pero que no se veía. Cuando oyeron la voz de Music, le ofrecieron el papel, con lo cual su voz pasó a ser reconocida por el público televisivo. Music también coprodujo y coescribió un especial de animación en 1980, Carlton Your Doorman, ganador de un Premio Emmy.
En 1976 a Music y Henrietta se les dio la oportunidad de presentar un programa propio de variedades en redifusión. The Lorenzo and Henrietta Music Show se produjo en un momento en el cual había una superabundancia de programas de variedades, por lo que se emitió corto tiempo.

## Garfield (1982–1994)
En 1982, la tira cómica de Jim Davis Garfield, era la más popular de los Estados Unidos, y los libros recopilatorios de la misma estaban en las listas de los más vendidos, y Davis negociaba hacer un especial televisivo de animación. Los productores necesitaban una voz para Garfield, siendo finalmente escogido Music. Se produjeron más de 12 especiales televisivos Garfield, y la serie animada televisiva Garfield y sus amigos se emitió durante siete años. 
Music dio también voz a personajes de shows como TaleSpin, Los auténticos cazafantasmas, Osos Gummi, Pac-Man, y Pato Darkwing. Mediada la década de 1990, una vez Garfield and Friends y Darkwing Duck dejaron de emitirse, Music dejó de trabajar como actor de voz para productos de animación.

## Últimos años
En 1996 la voz de Music podía oírse en el álbum Stan Freberg Presents the United States of America Volume Two. En el disco Music encarnaba a los Presidentes James Madison y Robert E. Lee.
En los primeros años noventa dio voz a anuncios comerciales de las patatas Ore-Ida y Fruit and Cream Strawberry Twinkies. Más adelante promocionó la marca Ruggles y dio voz a Conga en el videojuego de Nintendo 64 Banjo-Kazooie.A finales de los años noventa Music siguió doblando a Garfield en varios juegos para PC, tales como Garfield's Mad About Cats.
Lorenzo Music falleció a causa de las complicaciones de un cáncer de pulmón y un osteosarcoma el 4 de agosto de 2001 en Los Ángeles, California. Sus restos fueron incinerados, y las cenizas dispersadas en el mar. Le sobrevivieron su esposa, Henrietta, sus hijas, Roz (una destacada maquilladora de Hollywood, con trabajos en Adaptation. y Las vírgenes suicidas) y Leilani, y sus hijos, Fernando y Sam.